# Elatostema retinervium
Elatostema retinervium är en nässelväxtart som beskrevs av Perry. Elatostema retinervium ingår i släktet Elatostema och familjen nässelväxter. Inga underarter finns listade i Catalogue of Life.